# Sparkasse Leipzig
La Stadt- und Kreissparkasse Leipzig ("Cassa di risparmio della città e del circondario di Lipsia") è una banca pubblica tedesca con base a Lipsia, in Sassonia. È una delle principali istituzioni finanziarie dei nuovi Länder orientali tedeschi.

## Struttura
La Sparkasse Leipzig è un istituto fiduciario di diritto pubblico. L'ente responsabile è il Sparkassenzweckverband für die Stadt- und Kreissparkasse Leipzig e il circondario della Sassonia Settentrionale.
La Cassa di risparmio è un membro dell'Associazione delle casse di risparmio tedesco-orientali (Ostdeutscher Sparkassenverband). La base legale dell'istituto di credito si trova nella legge sulle casse di risparmio dello Stato federale della Sassonia e nello statuto della Cassa di Risparmio.
Gli organi di gestione della Cassa di risparmio sono il Consiglio di Amministrazione e il Comitato Esecutivo. Il Presidente del Consiglio è il sindaco di Lipsia Burkhard Jung. Il presidente esecutivo è Harald Langenfeld.

## Strategia commerciale
La Sparkasse Leipzig è la terza più grande cassa di risparmio nei nuovi Länder dopo la Ostsächsische Sparkasse Dresden e la Mittelbrandenburgische Sparkasse.
È leader di mercato nel settore bancario al dettaglio, così come in clienti aziendali e commerciali della propria area di business e collabora con le imprese Sachsen Bank, LBS Ostdeutsche Landesbausparkasse AG, Sparkassen-Versicherung Sachsen e DekaBank. 
La sua area di business comprende la città di Lipsia, la Sassonia settentrionale e il circondario del Leipziger Land per una superficie di circa 3.085 chilometri quadrati.
La Sparkasse Leipzig aveva un totale attivo di 8.902 miliardi di euro e depositi dei clienti per 7.153 miliardi di euro nell'anno fiscale 2014. Secondo il Ranking 2014 delle casse di risparmio, è 18° per totale degli attivi; mantiene 135 filiali e impiega 1.663 dipendenti.

## Storia
La Cassa di risparmio apre nel 1826, non lontano dalla sede di oggi a Löhrs Carré. I notabili della città avevano suggerito la creazione di una istituzione, che avrebbe dovuto permettere l'investimento fruttifero e sicuro dei fondi.

## Responsabilità sociale
In quanto istituzione pubblica, la Sparkasse Leipzig è responsabile rispetto al suo territorio. Oltre alla Fondazione (Stiftung),  ha un museo della Cassa di Risparmio e una Kunsthalle, con una collezione di opere della Nuova Scuola di Lipsia. Inoltre, la banca agisce come partner di associazioni e istituzioni, dimostrando così il suo sostegno per il bene comune.

## La Fondazione Sparkasse Leipzig
Fondazione per i Media della Sparkasse Leipzig
Lo scopo principale della Fondazione per i Media è di promuovere l'istruzione e la formazione dei giovani nel campo dei media. Questi includono l'assegnazione di borse di studio al merito, per esempio nel contesto del Premio Lipsia per i Media, il finanziamento di progetti mirati e l'organizzazione di eventi di educazione politica, per commemorare gli eventi del 1989 a Lipsia.
Fondazione Culturale e Ambientale Leipziger Land
In occasione del suo 175º anniversario, nel 2001, la Sparkasse Leipzig ha deciso di creare la Fondazione Culturale e Ambientale Leipziger Land. Il lavoro della Fondazione è stato presentato nell'ottobre 2001 in una cerimonia al pubblico. La Fondazione si occupa della storia dell'ex circondario del Leipziger Land, la conservazione della natura e del paesaggio, la tutela dell'ambiente e la formazione dei giovani di questa regione. La promozione degli interessi culturali della letteratura su arti visive e performative alla conservazione del patrimonio, sono anche tra i compiti della Fondazione.
Fondazione per l'ex Circondario di Torgau-Oschatz
Lo scopo di questa fondazione è quello di promuovere la cultura e la conservazione del patrimonio nel territorio dell'ex Circondario di Torgau-Oschatz (Torgau-Oschatz Alt Landkreis) dai proventi della dotazione. Gli obiettivi della Fondazione sono realizzati attraverso la promozione della musica, la letteratura, le arti visive e performative e le loro istituzioni. Inoltre, la Fondazione si è impegnata attraverso l'acquisizione e la gestione di opere d'arte, tra cui l'organizzazione di mostre ed eventi culturali, come concerti e mostre d'arte. La fondazione offre inoltre fondi a enti pubblici per acquisire opere d'arte e oggetti d'arte. Inoltre, le sue attività comprendono l'organizzazione di premi d'arte e la promozione della conservazione del patrimonio ai sensi della legge per la protezione e la manutenzione dei monumenti nell'ex circondario di Torgau-Oschatz. Questo viene fatto attraverso la fornitura di fondi stanziati per la conservazione e il restauro dei monumenti.
La Kunsthalle della Sparkasse Leipzig

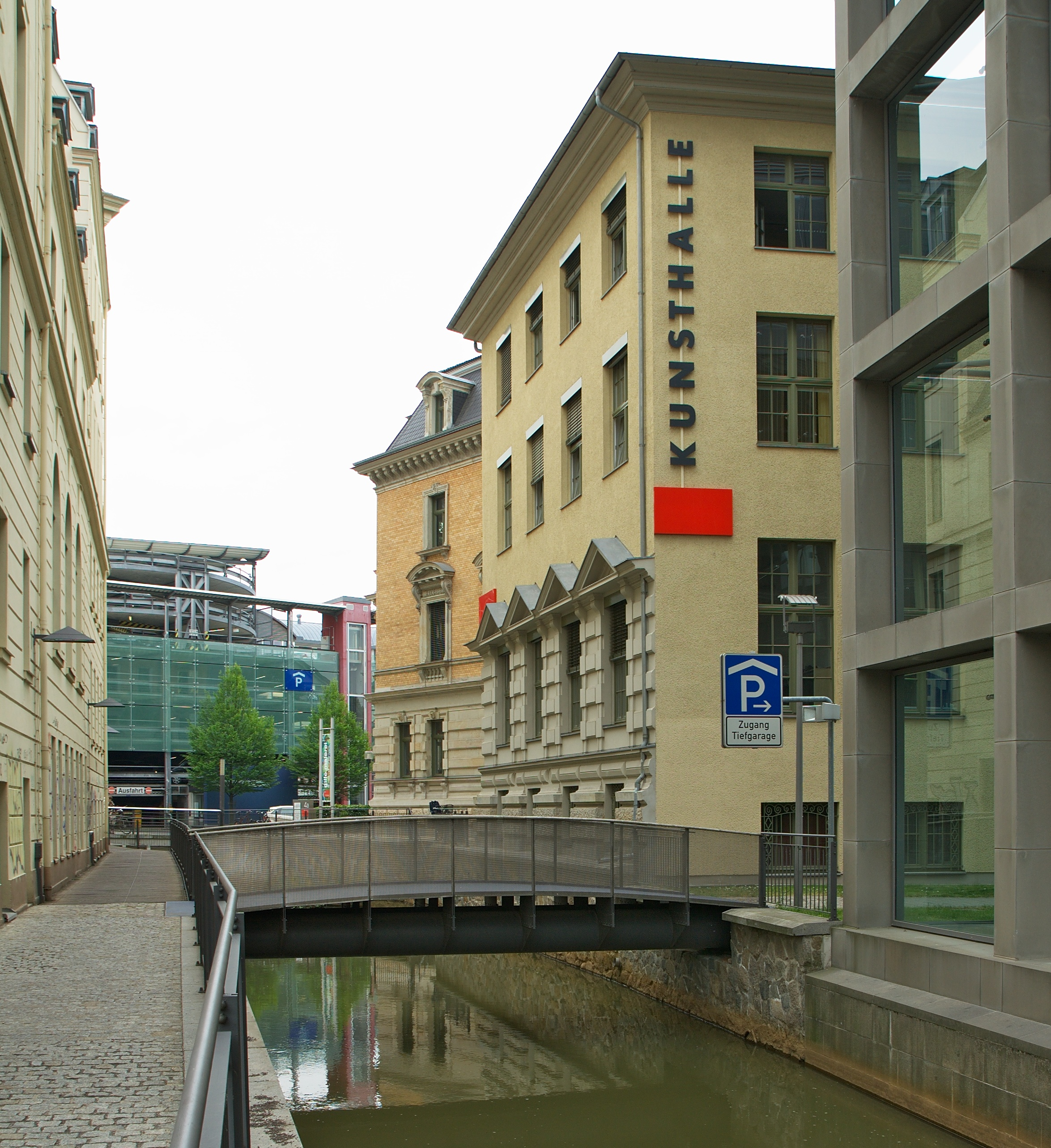
Kunsthalle der Sparkasse Leipzig, 2011.

La Kunsthalle si trova in uno dei più antichi luoghi della cassa di risparmio a Lipsia. Acquisita nel 1914 dalla Cassa di Risparmio, l'edificio era la sua sede principale fino alla seconda guerra mondiale e al suo esproprio nel 1950. Dal 1994, è ancora una volta in possesso della Sparkasse, ed è stato ampiamente rinnovata. La Kunsthalle dispone di 352 m² di spazio espositivo nella dépendance del 1924, e mostra opere della collezione della Cassa di Risparmio di Lipsia. Con circa 3000 mostre di 150 artisti che vivono e lavorano in ed intorno a Lipsia, essa detiene la più grande collezione della Scuola di Lipsia.
Museo della Sparkasse Leipzig
La mostra permanente del Museo è divisa in cinque capitoli della storia della Leipziger Sparkasse - dalla prima iniziativa del fondatore fino al servizio finanziario del presente. Sullo sfondo si vedono gli sviluppi sociali, economici e politici attraverso i secoli XIX e XX. I visitatori possono vedere il primo grande registro della Sparkasse Leipzig (1826-1838), uno delle prime casseforti blindate della metà del XIX secolo, libretti di risparmio e valute di epoche diverse, macchine per ufficio e attrezzature del secolo scorso, ed esempi di pubblicità storica.